# Anthony Babington

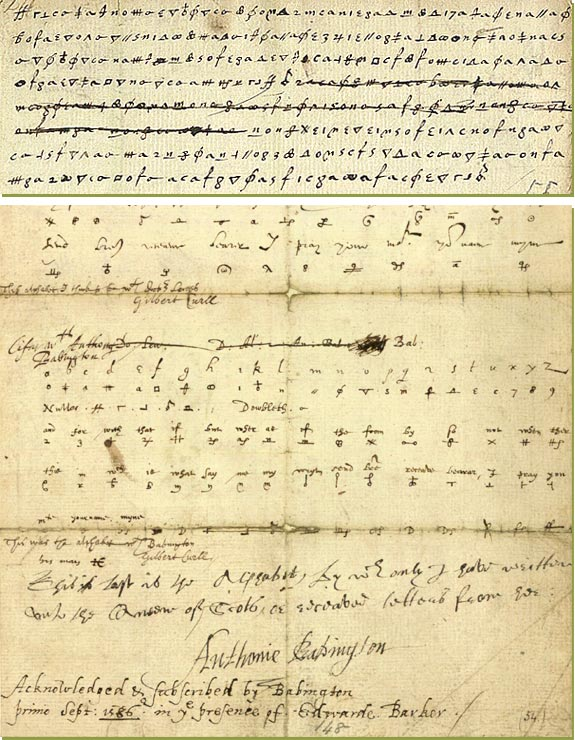
Carta de Anthony Babington.

Anthony Babington (octubre de 1561, Dethick, Derbyshire-20 de septiembre de 1586, Londres) fue un conspirador inglés.
Siendo educado secretamente como católico, fue integrado por el sacerdote John Ballard al fallido complot Babington, con la intención de matar a la reina Isabel I de Inglaterra y subir al trono a su prisionera María I de Escocia. La conspiración involucró a muchos católicos, incluyendo a Felipe II de España en guerra con Inglaterra y la Liga Católica francesa, quien prometieron otorgar colaboración instantánea después del regicidio.
Babington fue encarcelado y ejecutado, junto con otros trece conspiradores, después de descubrirse la confabulación, al interceptarse la correspondencia que mantenía con María I, donde detallaban sus planes. Tiempo después las cartas se usaron también como evidencia en respaldo de la ejecución de María I.

## Cine
| Año  | Película                  | Director      | Actor          |
| ---- | ------------------------- | ------------- | -------------- |
| 2007 | Elizabeth: la edad de oro | Shekhar Kapur | Eddie Redmayne |